# Le Neveu du magicien
Pour les articles homonymes, voir Neveu.
Le Neveu du Magicien (en anglais : The Magician's Nephew) est un roman de fantasy de Clive Staples Lewis, publié en 1955. C'est le sixième tome de la série Le Monde de Narnia, qui en compte sept. Dans l'ordre chronologique, c'est le premier, il est donc un prequel à tous les autres tomes connus ; il correspond à la fondation de Narnia.

## Résumé
À Londres, dans les années précédant la Première Guerre mondiale, deux enfants, Digory Kirke et Polly Plummer, font connaissance car ils sont voisins. Digory raconte à Polly que sa mère est mourante, et les deux enfants deviennent amis. Un jour, en explorant le grenier commun aux maisons adjacentes, ils se trompent de porte et se trouvent face à l'oncle de Digory, Andrew Kirke, un magicien autodidacte.
L'oncle Andrew a créé des bagues permettant d'aller dans un endroit d'où l'on peut se rendre dans tous les mondes (le Bois d'Entre-les-mondes), mais il n'ose pas tenter lui-même l'expérience, par crainte de ne pouvoir revenir. Il dupe Polly en lui faisant passer un anneau magique, qui la fait disparaître. Puis il fait croire à Digory qu'il peut aller la chercher en enfilant un autre anneau. Digory retrouve donc Polly dans le Bois d'Entre-les-mondes, constitué d'innombrables flaques d’eau qui donnent accès à autant d'univers.
Poursuivant leur exploration, ils décident d'aller dans l'une des flaques qui les conduit à Charn, un pays en ruines, étrange et désolé, plongé dans le silence et les ténèbres. En l'explorant, ils arrivent dans une salle où ils trouvent une grande cloche munie d'un marteau. Malgré l'avertissement qui y est gravé, Digory frappe sur la cloche. Le son éveille alors l'un des nombreux souverains de cire trônant dans la pièce, la reine Jadis, dernière reine de Charn qu'elle a conquis après une lutte sans merci avec sa sœur et qu'elle a fini par détruire pour ne pas laisser le trône à cette dernière. Ce monde approchant de sa fin, elle accompagne les enfants dans le Bois d'Entre-les-mondes puis sur Terre, en plein Londres. Mais elle veut établir son règne sur ce monde encore jeune et y déclenche tant de catastrophes (elle arrache notamment un réverbère, qu'on retrouvera dans Le Lion, la Sorcière blanche et l'Armoire magique) qu'ils doivent la ramener de force dans le Bois d'Entre-les-mondes. Dans la pagaille qui a suivi, les enfants ont emmené avec eux l'oncle Kirke, Frank un cocher, et son cheval Fraise.
Après que le cheval a tenté de boire à l'une des flaques, ils parviennent tous dans un univers obscur où Aslan, le grand Lion, crée Narnia en chantant. Après avoir tenté de le tuer, Jadis s'enfuit. Aslan rassemble les animaux parlants et leur annonce qu'il leur confie ce monde mais que le mal y a déjà pénétré. Digory tente de l'aborder pour lui demander de guérir sa mère mais le Lion lui fait reconnaître ses torts et l'envoie les réparer. Digory part donc avec Polly dans les terres reculées jusqu'à trouver un jardin dans lequel il doit cueillir une pomme et la rapporter. Mais Jadis a mangé l'une des pommes, ce qui la rend immortelle. Elle tente de convaincre Digory de faire de même mais il refuse.
Quand il rapporte et plante la pomme, un pommier pousse aussitôt qui repoussera Jadis tant qu'il fleurira. Aslan offre l'un de ses fruits à Digory. Le Lion renvoie Digory et Polly dans leur monde, où le garçon donne la pomme à sa mère, qui guérit immédiatement. Digory plante les pépins de la pomme dans son jardin. Un arbre pousse, mais il s'abat lors d'un orage. Avec le bois qu'il a récupéré, Digory fabrique une armoire. Ce sera l’Armoire magique, lieu de passage entre le monde des humains et l'univers enchanté de Narnia.
Frank, lui, est resté à Narnia en compagnie de sa femme qu'Aslan a fait venir où tous deux sont devenus les premiers roi et reine.

## Liste des chapitres
1. La mauvaise porte
2. Digory et son oncle
3. Le Bois-d'entre-les-Mondes
4. La cloche et le marteau
5. Le Mot Déplorable
6. Le début des mésaventures de l'oncle Andrew
7. Ce qu'il se passa devant la porte d'entrée
8. Bataille au pied d'un réverbère
9. La fondation de Narnia
10. La première histoire drôle
11. Digory et son oncle sont dans le pétrin
12. Le voyage de Fraise
13. Un rendez-vous inattendu
14. La naissance de l'arbre
15. La fin de cette histoire et le début des autres